# Campanula schimaniana
Campanula schimaniana är en klockväxtart som beskrevs av Karl Heinz Rechinger. Campanula schimaniana ingår i släktet blåklockor, och familjen klockväxter. Inga underarter finns listade i Catalogue of Life.